# Nová Cerekev
Nová Cerekev (in tedesco Neu Cerekwe) è un comune mercato della Repubblica Ceca facente parte del distretto di Pelhřimov, nella regione di Vysočina.